# Инема (приток Мегреги)
Инема — река в России, протекает по Лодейнопольскому району Ленинградской области и Олонецкому району Карелии. Устье реки находится в 9,1 км по левому берегу реки Мегреги. Длина реки составляет 22 км.

## Данные водного реестра
По данным государственного водного реестра России относится к Балтийскому бассейновому округу, водохозяйственный участок реки — Водные объекты бассейна оз. Ладожское без рр. Волхов, Свирь и Сясь, речной подбассейн реки — Нева и реки бассейна Ладожского озера (без подбассейна Свирь и Волхов, российская часть бассейнов). Относится к речному бассейну реки Нева (включая бассейны рек Онежского и Ладожского озера).